# Sex After 3 Years in a Submarine
Sex After 3 Years in a Submarine ist das 1987 erschienene sechste Studioalbum der deutschen Band Extrabreit. Es ist das einzige ausschließlich englischsprachige Album, das die Band produzierte.

## Hintergrund
Nach dem 1984 erschienenen Album LP der Woche, das die kommerziellen Erwartungen nicht erfüllen konnte, gingen die Bandmitglieder von Extrabreit getrennte Wege. 1987 kehrten Sänger  Kai Havaii, Gitarrist Stefan Kleinkrieg und der Bassist Hunter, ergänzt um den Keyboarder Peter Szimanneck und den Schlagzeuger Michael Gaßmann, ins Studio zurück, um ein neues Extrabreit-Album aufzunehmen.
Wie schon beim Vorgängeralbum übernahm der Produzent Reinhold Mack, der vor allem durch seine Arbeit mit Queen (The Game, Hot Space, The Works, A Kind of Magic) bekannt geworden war, die Produktion des Albums. Nachdem LP der Woche bereits je zur Hälfte englisch- und deutschsprachige Lieder enthalten hatte, plante die Band nun, ein ausschließlich englischsprachiges Album aufzunehmen. Ziel war es, „das Renommee von ernstzunehmenden Rockmusikern zu erwerben, die auch internationalen Ansprüchen gerecht werden.“ Der musikalische Stil der Gruppe änderte sich dadurch: Die neuen Kompositionen orientierten sich „an internationaler Rock-Musik modernen Zuschnitts“, die „Strukturen der einzelnen Stücke“ erschienen „ausgefeilter“ und die Band machte „einen frischen und gereifteren Eindruck.“
Die Aufnahmen fanden überwiegend in den Fairland Studios in Bochum statt, wo der Toningenieur Manni Struck verantwortlich zeichnete, drei weitere Titel (Blue Moon (Shine On), I Cry for You und I Don’t Believe in Magic) wurden in den Mascot-Studios in Köln aufgenommen, wo die Gruppe von Kit Woolven betreut wurde. Die Tonmischung wurde von Mack in den Musicland Studios in München vorgenommen.
Das Album erschien am 16. Februar 1987 als Schallplatte mit 10 Titeln, die ebenfalls veröffentlichte CD enthielt zwei zusätzliche Lieder. Die Plattenhülle der LP bestand aus einem speziellen Weißkarton, auf dem mit rosa Leuchtfarbe die Worte „EXTRABREIT“ und „AFTER 3 YEARS IN A SUBMARINE“ gedruckt waren. Das in Weiß gehaltene Wort „SEX“ nahm dabei die Mitte des Covers ein und erstreckte sich über die gesamte Breite der Hülle. Es durchbrach optisch eine rosafarbene Banderole. In der rechten unteren Ecke befand sich ein stilisiertes rosafarbenes U-Boot, das erhaben geprägt war. Die Hülle der Erstauflage war eingeschweißt, in der Folie befand sich ein Aufkleber, der eine größere Variante des U-Boots auf dem Plattencover zeigte. Als Promoartikel wurden Kondome genutzt, auf deren Verpackung der Slogan „Gefühlsecht Eingängig Extrabreit“ gedruckt war.
Als Single wurde Blue Moon (Shine On) ausgekoppelt, auf der B-Seite befand sich der Titel Voice Calling, der sich nicht auf der Schallplatte befand. Zu Werbezwecken wurden im Februar und März 1987 Anzeigen für das Album in den Zeitschriften Musikmarkt (ganzseitig), Musikexpress, Pop/Rocky, Musik Szene, Spex und Music Shop (jeweils halbseitig) geschaltet.
Für den April des Jahres 1987 war eine Deutschland-Tournee mit 26 Terminen geplant.

## Titelliste
| Nr. | Titel                          | Autor(en)         | Länge |
| --- | ------------------------------ | ----------------- | ----- |
| 1.  | I Don’t Believe in Magic       | Extrabreit        | 4:25  |
| 2.  | He’s a Rogue                   | Extrabreit        | 4:46  |
| 3.  | In Arabia                      | Extrabreit        | 4:54  |
| 4.  | Civilized Man                  | Extrabreit        | 4:21  |
| 5.  | Love You Down                  | Extrabreit        | 3:49  |
| 6.  | Talkin’ Talkin’                | Extrabreit        | 4:36  |
| 7.  | Blue Moon (Shine On)           | Extrabreit / Mack | 3:51  |
| 8.  | I Cry for You                  | Extrabreit        | 3:11  |
| 9.  | Dressed Up in Bed              | Extrabreit        | 4:17  |
| 10. | Getting Carried Away           | Extrabreit        | 6:18  |
| 11. | Voice Calling (CD-Bonustrack)  | Extrabreit        | 4:18  |
| 12. | Can’t You See? (CD-Bonustrack) | Extrabreit        | 6:18  |

## Rezeption
Detlef Kinsler schrieb im März 1987 im Musikexpress: „Wenn es den Extrabreiten Kai Havaii, Stefan Kleinkrieg und Hunter in ihrem Unterseeboot (sprich in der zwischenzeitlichen Versenkung) auch an Sex gemangelt“ habe, müssten sie zumindest „einen Radioapparat in ihrer Nähe gehabt haben“. Ihr Comeback verarbeite auf „unkonventionelle und absolut nicht marktorientierte Weise so ziemlich alle Erkenntnisse der anglo-amerikanischen Popmusik der letzten Zeit (Bowie und Iggy Pop, Bob Geldof und Sigue Sigue Sputnik, Huey Lewis und Bruce Springsteen)“ und stelle dabei „einen Sound vor, der gleichermaßen elegant und trashig“ sei. „Allein für diese Frechheit“ vergab der Redakteur 4 von 5 möglichen Punkten.
Musikmarkt schrieb, Extrabreit sei „nicht nur in der Musik, sondern auch in den Texten gereift. Aus einer nach wie vor ironischen, inzwischen aber durchaus selbstkritischen Betrachtungsweise heraus“ würden „persönliche Sehnsüchte ebenso beim Namen genannt wie gesellschaftliche Missstände.“ I Don’t Believe in Magic – „eingängiger Power-Pop zum Tanzen“ – bilde „mit eingespielter Liveatmosphäre“ den Auftakt des Albums. „Kräftige Basslinien und hardrockverwandte Gitarrensounds“ verbänden sich mit „synthetisch erzeugten Bläsersätzen.“  Auch das nachfolgende He’s a Rogue besitze „neben seinem rockigen Charakter ein hohes Maß an Tanztauglichkeit,“ und Titel wie das „bläserbetonte Talkin’ Talkin’“ vereinten in sich die „vorantreibende Rhythmik einer Tanznummer mit der melodischen Leichtigkeit eines Pop-Songs.“
Daniel Alexander meinte, es bleibe abzuwarten, ob das Album die Charts erreichen werde, aber das sei ja „bekanntlich kein Qualitätsmaßstab.“ Wer auf kernigen Rock stehe und auch „ein paar ausgefallene Ideen“ nicht verschmähe, solle sich das Album unbedingt anhören.